# Mentuhotep
Mentuhotep fou nomarca de Tebes. Probablement, fou el primer membre de la seva dinastia, la dinastia XI, que va agafar el títol reial, ja que en alguna llista apareix com a Mentuhotep I, però no hi ha evidencies d'això, ja que no s'ha trobat cap cartutx reial ni cap serekh reial. El seu fill i successor, en canvi, es va titular "rei de les dues terres". El papir de Torí no esmenta el seu nom, però hi ha un lloc buit al començament de la dinastia; pel total d'anys que dona el papir, el seu regnat és estimat en uns set anys.
El seu nom d'Horus fou Tepia i el de Sa Ra Itneferumentuhotepmerysatnebetabu.
Fou pare dels seus successors, els faraons Antef I (Sehertawy), i Antef II (Wahankh), que tenen com a mare comuna Neferu I.
El seu nom apareix transcrit també com a Mentehotpe, Menthuhetep, Mentuhotp, Mentuhotpe, Monthhotep, Montouhotep, Montuhotep, Nibhotep, Tepa i Tepya.